# Burhan Akbudak
Burhan Akbudak (ur. 1 czerwca 1995) – turecki zapaśnik walczący w stylu klasycznym. Olimpijczyk z Paryża 2024, gdzie zajął dziesiąte miejsce w kategorii do 77 kg. Mistrz świata w 2022; drugi w 2021; piąty w 2023 roku. 
Złoty medalista mistrzostw Europy w 2023; brązowy w 2022 i 2025. Trzeci na igrzyskach Solidarności Islamskiej w 2017. Triumfator akademickich MŚ w 2018. Drugi na wojskowych MŚ w 2024. Trzeci w Pucharze Świata w 2016 i czwarty w 2022. 
Mistrz świata U-23 w 2017. Drugi na ME U-23 w 2016; trzeci w 2018. Wicemistrz świata juniorów w 2015 roku.